# Protokoły trasowane
Protokoły trasowane (ang. routed protocols) odpowiadają za dostarczanie danych do celu, czyli przenoszą pakiety zawierające dane użytkowników sieci. Jest to możliwe do zrealizowania dzięki temu, że zawierają w nagłówku warstwy sieciowej informacje (adres nadawcy i odbiorcy), w oparciu o które router może przekazać te dane do innego routera (wykonać trasowanie) w taki sposób, że po przejściu przez wiele routerów pakiety osiągną host przeznaczenia.
W odróżnieniu od protokołów trasowania, które zapewniają urządzeniom sieciowym informacje o aktualnej topologii sieci, protokoły trasowane są bierne podczas trasowania – tzn. nie mają wpływu na sposób jego przeprowadzenia.
Przykładami protokołów trasowanych są:
- IP
- IPX
- Appletalk.